# 佐藤晴雄
佐藤 晴雄（さとう はるお、1957年 - ）は、日本の教育学者である。
日本大学文理学部教授、放送大学客員教授、定年後、日本大学文理学部特任教授。現在は、帝京大学教育学部長・教授(教育文化学科)。専門は教育経営学、教育行政学、社会教育学、青少年教育論、家庭教育。

## 来歴・人物
- 東京都世田谷区出身。大阪大学大学院人間科学研究科博士後期課程修了。博士(人間科学)大阪大学。東京都大田区教育委員会社会教育主事、帝京大学専任講師・助教授(文学部教育学科。1992年～2006年)を経て、2006年から現職。
- この間、大阪大学・大学院講師、九州大学・大学院講師、筑波大学大学院講師、東京学芸大学講師、金沢大学大学院講師、富山大学講師、群馬大学講師、東京学芸大学大学院講師、青山学院大学講師など歴任。また、足立区・藤沢市・横浜市の社会教育委員などの会長のほか、墨田区・杉並区・藤沢市・逗子市・神奈川県教育委員会の点検・評価委員、中央教育審議会専門委員(初等中等教育分科会)、文部科学省コミュニティ・スクール企画委員会委員、文部科学省調査研究協力者会議委員、文部科学省「コミュニティ・スクールの在り方等に関する検討会議委員、千代田区生涯学習推進委員会会長などを歴任。現在、神奈川県教育委員会県立学校第三者評価委員。同教員委員会点検･評価有識者、ちよだ生涯学習カレッジ学長、など。
- 日本教育経営学会理事(紀要編集委員長を歴任)、日本学習社会学会常任理事(元会長)を務める。
- 元々社会教育主事であったことから、生涯学習事業のプログラムづくりや野外活動の実際にも詳しく、学校と地域連携の具体的な在り方に精通している。社会教育職員時代は青少年教育・非行防止対策等を担当していた。そのためか、イギリスのユース・サービスに関する論文も手がけている。現在も教育現場を強く意識した研究を行っている。学校経営に関しては、元国立教育研究所次長であった牧昌見に師事した。
- そのほか、教員採用対策講座(時事通信社、河合塾ライセンススクール)の講師を長年務めた経歴を持ち、また学校教職員向けのコンテンツを提供して学校をサポートするサイトである「Teachers Online-先生のミカタウェブ－」(株式会社コンテクスト)の監修を小野田正利と共に担当している。
- コミュニティ・スクールや学校経営、生涯学習・社会教育、学校の危機管理、学校の保護者対応、生徒指導、教育法規などをテーマにした研修会等の講師として全国的に活動している。

## 専門分野
特に、コミュニティ・スクールの研究や学校支援ボランティア研究の草分け的な第一人者。足立区立五反野小学校のコミュニティ・スクール立ち上げにも直接関わった。その後、2007年(文教協会研究補助)、2011年(文部科学省委託調査研究)、2013年(同前)、2015年(同前)にはコミュニティ・スクールの全国調査を研究代表として実施し、その成果を公表している。そのほか、学社融合、社会教育・生涯学習プログラム、教職員論、学校と地域の連携、保護者(モンスターペアレント)の苦情対応などを専門とする。大阪大学教授の小野田正利が主催するイチャモン研究会のメンバー(学校の保護者対応の研究を目的にする研究会)でもある。 学校教育と社会教育・生涯学習の双方に通じている。また、家庭教育に関する調査も手掛けており、これまで日本教材文化研究財団の調査研究事業として、児童生徒・保護者・教職員を対象にした全国調査ょ２度を実施し、報告書をまとめている。

## 著書・論文

### 著書(単著)
- 『生涯学習と社会教育のゆくえ』(成文堂、1998年)
- 『現代教育概論』(学陽書房、1999年)　第5次改訂版　2021年
- 『教職概論』(学陽書房、2001年)第6次改訂版　2022年
- 『学校を変える　地域が変わる』（教育出版、2002年）
- 『生涯学習概論』(学陽書房、2007年)　第2次改訂版　2020年
- 『学習事業成功の秘訣!研修・講座のつくりかた』(東洋館出版社、2013年)
- 『コミュニティ・スクール－「地域とともにある学校づくり」の実現のために』(エイデル研究所、2016年)※増補改訂版、2019年
- 『コミュニティ・スクールの成果と展望－スクール・ガバナンスとソーシャル・キャピタルとしての役割－』(ミネルヴァ書房、2017年)

### 共著
- 『教育経営概説』(第一法規出版、1994年、坪田護・堀井啓幸と共著)
- 『社会教育と生涯学習』(成文堂、1995年、坪田と共著)
- 『教育データランド』(時事通信社、1993年～2008年、清水一彦・赤尾勝己・新井浅浩・伊藤稔・八尾坂修と共著)
- 『生涯学習と学習社会の創造』(学文社,2013年、望月厚志・柴田彩千子と共著)
- 『教育のリスクマネジメント』(時事通信社、2013年、田中正博と共著)
- 『社会教育経営実践論』(放送大学教育振興会、2022年、佐々木英和と共著)

### 編著
- 『教師をめざす人のための教育学』(エイデル研究所、1986年、前田耕司・岩崎正吾・森岡修一と共編)
- 『親・地域の声にどう応えるか』(第一法規出版、1990年、牧昌見編集代表)
- 『生徒指導と教育相談』(エイデル研究所、1996年、牧野貞夫と共編)
- 『地域社会・家庭と結ぶ学校経営』(東洋館出版社、1999年)
- 『学校と地域でつくる学びの未来』(ぎょうせい、2001年、白石克己・田中雅文と共編)
- 『クリエイティブな学習空間をつくる』(ぎょうせい、2001年、白石克己・廣瀬隆人・稲葉隆と共編)
- 『学校支援ボランティア』（教育出版、2004年）
- 『新編教頭読本』(教育開発研究所、2004年)
- 『学校・家庭・地域がともに進める学力づくり』(教育開発研究所,2005年)
- 『新教育課題の要点と実践』(加除式図書)(第一法規、2009年、田中壮一郎と編集委員)
- 『コミュニティ・スクールの研究』（風間書房、2010年）
- 『最新行政大事典－第3巻　教育・文化・スポーツ』(加除式図書)(ぎょうせい、2010年)
- 『教頭入門』(教育開発研究所,2011年)
- 『校長入門』(教育開発研究所,2011年)
- 『保護者対応で困ったときに開く本』(教育開発研究所,2012年)
- 『教師の背中を押す校長・教頭の一言』(教育開発研究所、2014年)
- 『学校教育法実務総覧』』(エイデル研究所、2016年、入澤充・岩崎正吾・田中洋一と共編)
- 『コミュニティ・スクールの全貌』(風間書房、2018年)
- 『家庭教育に関する意識調査』([公財」日本教材文化研究財団、調査研究シリーズ45、2009年)
- 『家庭教育と親子関係に関する調査研究』([公財」日本教材文化研究財団、調査研究シリーズ63、2016年)
- 文部科学省2011年度委託調査研究『コミュニティ・スクールの推進に関する教育委員会及び学校における取組の成果検証に係る調査研究報告書』(日本大学文理学部佐藤晴雄研究室、2012年)
- 文部科学省2013年度委託調査研究『コミュニティ・スクール指定の促進要因と阻害要因に関する調査研究』(日本大学文理学部佐藤晴雄研究室、2012年)
- 文部科学省2015年度委託調査研究『総合的マネジメント力強化に向けたコミュニティ・スクールの在り方に関する調査研究報告書』(日本大学文理学部佐藤晴雄研究室、2016年)

### 監修
- 『特色ある学校づくり』(加除式図書)(第一法規、2004年、堀井啓幸と共監)
- 『保護者力養成マニュアル』(時事通信社、2006年)
- 『教頭選考合格問題集』（東洋館出版社、2006年）
- 『地域連携で学校を問題ゼロにする』(学事出版、2008年)
- 『教育法規解体新書』（東洋館出版社、2007年）※改訂版　2009年)
- 『校長選考「合格」問題集 』（東洋館出版社、2010年）
- 『副校長・教頭選考「合格」問題集 』』（東洋館出版社、2010年）
- 『教育法規解体新書』(東洋館出版社、2007年)(改訂版、2009年)
- 『新・教育法規解体新書－ポータブル版』（東洋館出版社、2014年）